# Atayolu
Atayolu (kurd. Öztürkan) ist ein Dorf im Landkreis Diyadin der türkischen Provinz Ağrı mit 393 Einwohnern (Stand: Ende 2024). Es liegt in Ostanatolien auf 1.930 m über dem Meeresspiegel, 9 km nordöstlich von Diyadin.
Im Jahre 1985 wohnten in Atayolu 836 Menschen, 2009 hatte die Ortschaft 625 Einwohner.
Vor der Umbenennung zu Atayolu („Der Weg Atatürks“ oder „Der Weg des Ahnen“) hieß das Dorf Öztürkan. Dieser Name ist beim Katasteramt verzeichnet. Öztürkan ist eine Mischform aus dem türkischen „Öztürk“ („echter Türke“) und dem persischen oder kurdischen Pluralsuffix „-an“. Die Ortschaft wird auch „Hısturka“ genannt.
Atayolu verfügt über eine Grundschule. Im Jahre 2010 war Atayolu von einer Überschwemmung durch starke Regenfälle betroffen.